# Maria Legault
Pour les articles homonymes, voir Legault.
Marie-Françoise Legault, dite Maria Legault, née à Paris le 1er janvier 1858, et morte à Paris 17e le 4 mars 1905, est une comédienne française.  

## Biographie
Selon Eugène Dupont dans La Vie rémoise, 
« Maria Legault est née en 1857 à Reims, où son oncle et tuteur Jacopin exerçait rue du Barbâtre la profession de maître ourdisseur. Elle-même avait fait tourner la vaste guinde sur laquelle on monte les chaînes d’encollage pour métiers à tisser. Souvent la petite Legault allait prendre, avec l’oncle, livraison d’échées de laine écrue ou teinte en fabrique, particulièrement à la Grande-Maison, rue Ponsardin, chez les Rogelet, Grandjean et Ibry, où on prenait plaisir à lui faire débiter, devant les rentrayeuses ou les commis de bureau, des fables de La Fontaine, ou des fragments de Molière et de Regnard. À la suite de ces auditions, quelques Crésus rémois conseillèrent à l’oncle Jacopin de faire passer la jeune prodige par les classes du Conservatoire à Paris... Nul doute que la comtesse de Loynes, native de Reims également, ait prêté l’appui de ses relations pour hisser sa jeune concitoyenne au pavois. »
Elle est deuxième prix de comédie au Conservatoire de Paris, où elle entre à l'âge de 14 ans et demi en 1872. Élève de Monrose, pensionnée par la Comédie-Française et par le Conservatoire pour continuer ses études, elle est premier prix de comédie en 1873.
Elle débute en octobre 1874 dans le rôle d'Angélique de L'Épreuve villageoise. Engagée ensuite au Gymnase, au Palais-Royal, au Vaudeville, à la Comédie-Française, au Théâtre Michel de Saint-Pétersbourg , elle crée ou reprend Nos bons villageois, Froufrou, L'Âge ingrat, Le Mari de la débutante, La Princesse Georges, Tête de Linotte, Les Affolés, Dora, Divorçons, Thermidor, Flipote, Pension de famille, La Provinciale.
Elle crée les rôles de la Figurante à la Renaissance en 1896, de Roxane de Cyrano de Bergerac à la Porte-Saint-Martin en 1897, de Marie-Louise de L'Aiglon au Théâtre Sarah Bernhardt en 1900. Elle reçoit le titre d'Officier d'Académie en 1889.
Elle meurt à Paris le 4 mars 1905, dans sa 46e année, des suites d'une opération. Ses obsèques sont célébrées le 6, à midi, en l'église Saint-François-de-Sales. Elle est enterrée au cimetière du Montparnasse (division 14), sur le fond d'une chapelle ouverte, en granit noir, se détache son buste en marbre blanc. Une inscription « Marie Legault, Comédie-Française 1858-1905 ». Une palme et un masque grec encadrent l'inscription.
Angèle Legault (d) , sa sœur, chante à l'Opéra-comique et à La Monnaie de Bruxelles. Elle figure sur le tableau Le Déjeuner des canotiers de Renoir.

## Carrière
- 1876 : La Joie de la maison, de Delphine de Girardin au Grand Théâtre de Reims
- 1877 : Les Mariages d'autrefois d'Adolphe d'Ennery, rôle d'Aurore, au théâtre du Gymnase[5]
- 1878 : Les Trois Bourgeois, d'Eugène Grangé et Bernard au Grand Théâtre de Reims
- 1894 : Pension de famille de Maurice Donnay, Théâtre du Gymnase (création 27 octobre 1894)
- 1885 : Clara Soleil d'Edmond Gondinet et Pierre Sivrac, Théâtre du Vaudeville
- 1886 : Le Crocodile de Victorien Sardou, Théâtre de la Porte-Saint-Martin
- 1896 : Ninette, opéra-comique en 3 actes de Charles Clairville, musique de Charles Lecocq, Théâtre des Bouffes-Parisiens
- 1897 : Cyrano de Bergerac d'Edmond Rostand, Théâtre de la Porte-Saint-Martin

## Décorations françaises
- Officier de l'Instruction publique